# 溫尼基夫齊
49°14′13″N 27°52′43″E / 49.23694°N 27.87861°E
溫尼基夫齊（烏克蘭語：Вінниківці），是烏克蘭的村落，位於該國西南部文尼察州，由文尼察區負責管轄，始建於1620年，面積0.19平方公里，海拔高度292米，2001年該村落人口381。